# Sarcophaga lorosa
Sarcophaga lorosa är en tvåvingeart som beskrevs av Hall 1937. Sarcophaga lorosa ingår i släktet Sarcophaga och familjen köttflugor. Inga underarter finns listade i Catalogue of Life.